# Ivana Eliges
Ivana Eliges (* 14. Oktober 1983 in Buenos Aires) ist eine argentinische Handballspielerin, die vor allem in der Disziplin Beachhandball erfolgreich war. Seit 2008 ist sie Mitglied der argentinischen Nationalmannschaft und versäumte in dieser Zeit von 17 möglichen Turnieren nur eines. Unter anderem mit ihrer Person ist der stetige Aufstieg der argentinischen Beachhandball-Nationalmannschaft in diesem Zeitraum verbunden.
Eliges ist ausgebildete Sportlehrerin.

## Hallenhandball
Eliges spielt für Círculo de la Comunidad (CI.DE.CO) in Buenos Aires. In dieser Zeit war CI.DE.CO. einer der erfolgreichsten argentinischen Handballvereine. Eliges gewann die Meisterschaften der Hinrunden (Apertura) 2007, 2010 und 2017, der Rückrunden (Clausura) 2006, 2007, 2013, 2014, 2016 und 2017. Hinzu kommen die Vizemeisterschaften der Hinrunden 2005, 2006, 2008, 2011, 2013 und 2015, der Rückrunden 2005 und 2010. Meisterschaftsdritte wurde sie 2004 sowie in den Rückrunden 2008, 2011 und 2012.

## Beachhandball
Im Beachhandball spielt Eliges als Specialist.

### Nationalmannschaft
Nach einem ersten Versuch bei den ersten Pan-Amerikanische Meisterschaften 2004 dauerte es bis 2008, dass Argentinien mit Nachdruck am Aufbau einer Beachhandball-Nationalmannschaft mit einem komplett neuen Spielerinnenstamm arbeitete. Zur ersten Generation dieser Spielerinnen gehörte auch Eliges. Neben Celeste Meccia war sie die einzige Spielerin, die bis Meccias Rücktritt 2022 nahezu ohne Unterbrechung Teil der Nationalmannschaft blieb, mit Florencia Ibarra spielte sie zehn Jahre zusammen. Nach einem ersten gemischten Turnier mit Nationalmannschaften und Vereinen in Rawson, das Argentinien auf dem letzten Rang beendete, folgten die Panamerika-Meisterschaften 2008, wo Argentinien als viertplatzierte Mannschaft noch knapp eine Medaille verpasste. Diese gewann Eliges schließlich im Jahr darauf bei den Südamerikanischen Beach Games 2009 mit der Bronzemedaille. Nächstes Turnier waren erneut die South-American Beach Games 2011. Hier erreichten die Argentinierinnen das erste Mal ein internationales Finale, verloren dieses aber mit 0:2 gegen Brasilien. Bei den Panamerika-Meisterschaften 2012 konnte Eliges mit der Bronzemedaille ihre dritte internationale Medaille gewinnen. 2014 wurde ein besonders aktives Jahr. Zunächst gewann Eliges bei den Panamerika-Meisterschaften ihre dritte internationale Bronzemedaille und qualifizierte sich mit ihrer Mannschaft damit auch erstmals für eine Weltmeisterschaft. Im weiteren Jahresverlauf standen aber zunächst die South-American Beach Games an, wo die argentinische Mannschaft das erste Mal ein Finale erreichte und sich in Vargas nur noch den Gastgebern aus Venezuela geschlagen geben musste. Weniger erfolgreich verliefen die ersten Weltmeisterschaften in Recife im Nachbarland Brasilien. Argentinien belegte den elften und damit vorletzten Platz, konnte einzig Australien hinter sich lassen.
Nachdem Eliges 2015 mit Argentinien nur am Anden-Cup gestartet war, stand 2016 erneut die Panamerika-Meisterschaft an und erstmals wurde in diesem Wettbewerb das Finale erreicht, hier aber Brasilien, der vorherrschenden Beachhandball-Macht auf dem amerikanischen Doppelkontinent und einer der stärksten Mannschaften der Welt, unterlegen. Dennoch konnte zum zweiten Mal die Teilnahme an einer Weltmeisterschaft erreicht werden. In Budapest konnte Argentinien das Turnier weitaus besser als beim ersten Mal gestalten und belegte am Ende Rang sieben. Zudem gelang über die Kontinentalmeisterschaft die Qualifikation für die World Games 2017 in Breslau. In Polen konnte Eliges mit ihren Argentinierinnen den bis dahin größten Erfolg für ihr Land im Handball überhaupt erreichen. Nach einer eher schwachen Vorrunde mit nur einem Sieg über Tunesien und zwei Niederlagen gegen Norwegen und Spanien konnte Argentinien mit zwei Siegen im Shootout über Australien und Norwegen das Finale gegen den Erzrivalen aus Brasilien erreichen, das aber klar verloren wurde. Die Silbermedaille war dennoch ein immenser Erfolg. 2018 brachte die letztmalige Austragung der Panamerika-Meisterschaften. Für einen Teil der langjährigen Mitspielerinnen Eliges sollte es das letzte Turnier werden, Argentinien befand sich in einer Umbruchphase. Dementsprechend schwach verlief das Turnier, bei dem nur ein fünfter Rang belegt wurde. Dennoch war das Jahr für Argentinien durch den Gewinn einer ersten Beachhandball-Goldmedaille auf Weltebene bei den Olympischen Jugendspielen in Eliges' Geburtsort Buenos Aires ein voller Erfolg. In das Ziel Gold wurde in den Jahren zuvor viel Energie gesteckt, das sich in den folgenden Jahren auch in der A-Nationalmannschaft bemerkbar machen sollte.

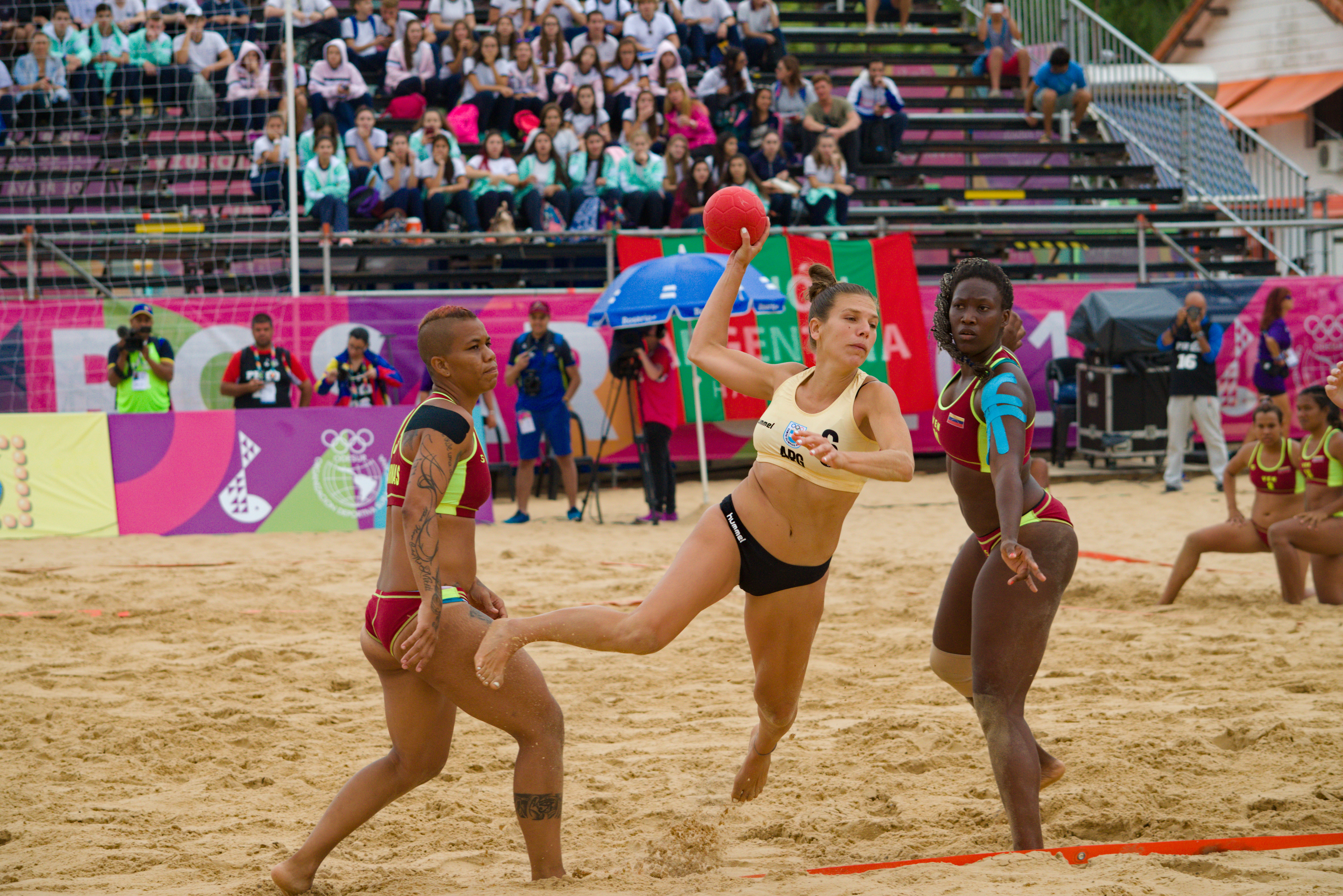
Eliges beim Torwurf im Halbfinale der South-American Beach Games 2019 gegen Venezuela

Nur wenige Monate nach dem olympischen Erfolg fanden in Rosario, also wieder vor argentinischem Publikum, die South-American Beach Games 2019 an. Mit Caterina Benedetti, Gisella Bonomi, Fiorella Corimberto, Carolina Ponce und Zoe Turnes bestand die Hälfte der Mannschaft nun aus Spielerinnen, die in Buenos Aires Gold gewonnen hatten. Erneut wurde das Finale gegen Brasilien erreicht, doch nun konnte dieses auch erstmals siegreich gestaltet werden und Eliges gewann ihren ersten internationalen Titel. Im weiteren Jahresverlauf standen die ersten Süd- und Mittelamerikanische Meisterschaften auf dem Spielplan, die nach der Trennung des Panamerikanischen Verbandes begründet wurden. Auch hier gab es in Maricá das Duell zwischen Argentinien und Brasilien, das dieses Mal die brasilianischen Gastgeberinnen für sich entschieden. Damit war auch die Qualifikation für die ersten World Beach Games verbunden, bei den Eliges mit Argentinien Sechste wurde. Es war für längere Zeit das letzte internationale Turnier, da der internationale Spielbetrieb aufgrund der COVID-19-Pandemie zum Erliegen kam.
Erst 2022 wurde die im Rahmen der Süd- und Mittelamerika-Meisterschaften der Spielbetrieb auf kontinentaler Ebene wieder aufgenommen. Und trotz drei Jahren Pause lautete die Finalpaarung in Maceió wiederum: die Gastgeber aus Brasilien gegen Argentinien. Erstmals konnte Argentinien in Brasilien gewinnen und damit die Vormachtstellung in Südamerika übernehmen. Die Qualifikation für die Weltmeisterschaften in Iraklio, Kreta war damit ebenso geschafft, wie für die World Games in Birmingham (Alabama). Bei den Weltmeisterschaften, dem ersten Turnier seit Eliges in der Nationalmannschaft aktiv war, an dem sie nicht teilnahm, belegte Argentinien ohne sie erneut den siebten Platz, mit dem Argentinien nicht wirklich zufrieden war. Besser lief es in den USA, nun wieder mit Eliges. Eliges ersetzte Lucilas Balsas, die kein Visum für die USA bekam, aber zuvor bei der WM als beste Specialist in das All-Star-Team gewählt worden war. In Alabama erreichte Argentinien wie schon fünf Jahre zuvor das Halbfinale, verlor dieses aber gegen Norwegen. Das Spiel gegen die Vereinigten Staaten um die Bronzemedaille wurde gewonnen. Damit ist sie neben ihren Mannschaftskameradinnen Celeste Meccia, Agustina Mirotta, Florencia Bericio und Luciana Scordamaglia sowie ihren norwegischen Halbfinalgegnerinnen Elisabeth Hammerstad und Martine Welfler die einzige nicht-brasilianische Beachhandballerin, die zwei Medaillen bei den World Games gewinnen konnte. Während Meccia ihre Karriere danach beendete, war Eliges im Herbst schon wieder bei einer Spielereise der Nationalmannschaft nach Brasilien dabei.

### Vereinsebene
Auf Vereinsebene spielt Eliges im Sand für das Team aus Vélez Sársfield. Die Mannschaft nimmt vor allem im Großraum Buenos Aires an Turnieren teil. Unter anderem mit ihren Nationalmannschaftskolleginnen Samanta Brizuela, Agustina Mirotta, Rocío Barros, Florencia Ibarra, Luciana Scordamaglia und Florencia Bericio gewann sie 2020 und 2021 die Meisterschaft der Metropolitan Beach Handball League.

## Erfolge
| World Games - 2017: 2. - 2022: 3. World Beach Games - 2019: 6. Weltmeisterschaften - 2014: 11. - 2016: 7. | Pan-Amerikanische Meisterschaften - 2008: 4. - 2012: 3. - 2014: 3. - 2016: 2. - 2018: 5. Süd- und Mittelamerikanische Meisterschaften - 2019: 2. - 2022: 1. | Südamerikanische Beach Games - 2009: 3. - 2011: 2. - 2014: 2. - 2019: 1. Andencup - 2015: 1. (Team A) Metropolitan Beach Handball League - 2020: 1. - 2021: 1. |